# Seeland (okręg)
Seeland (niem. Verwaltungskreis Seeland) – okręg w Szwajcarii, w kantonie Berno, w regionie administracyjnym Seeland. Siedziba okręgu znajduje się w miejscowości Aarberg.
Okręg został utworzony 1 stycznia 2010. Składa się z 42 gmin (Gemeinde) o łącznej powierzchni 336,76 km² i o łącznej liczbie mieszkańców 76 052.

## Gminy
1. Aarberg
2. Arch
3. Bargen
4. Brüttelen
5. Büetigen
6. Bühl
7. Büren an der Aare
8. Diessbach bei Büren
9. Dotzigen
10. Epsach
11. Erlach
12. Finsterhennen
13. Gals
14. Gampelen
15. Grossaffoltern
16. Hagneck
17. Hermrigen
18. Ins
19. Jens
20. Kallnach
21. Kappelen
22. Leuzigen
23. Lüscherz
24. Lyss
25. Meienried
26. Merzligen
27. Müntschemier
28. Oberwil bei Büren
29. Radelfingen
30. Rapperswil
31. Rüti bei Büren
32. Schüpfen
33. Seedorf
34. Siselen
35. Studen
36. Täuffelen
37. Treiten
38. Tschugg
39. Vinelz
40. Walperswil
41. Wengi
42. Worben

## Zmiany administracyjne
- 1 stycznia 2011
  - przyłączenie gminy Busswil bei Büren do miasta Lyss
- 1 stycznia 2013
  - przyłączenie gminy Ruppoldsried do gminy Rapperswil
- 1 stycznia 2013
  - przyłączenie gminy Niederried bei Kallnach do gminy Kallnach
- 1 stycznia 2016
  - przyłączenie gminy Bangerten do gminy Rapperswil
- 1 stycznia 2019
  - przyłączenie gminy Golaten do gminy Kallnach